# En toch... was de machine goed
'En toch... was de machine goed' is een verhaal van de Nederlandse schrijver Willem Frederik Hermans, gepubliceerd in Algemeen Handelsblad van 6 april 1940. Naar aanleiding van hun toevallige weerzien op middelbare leeftijd, vertelt een notaris over zijn vriendschap met de idealistische goudmaker Gustaaf de Streier, met wie hij in zijn jeugd bevriend was. Beiden waren idealistische en ambitieuze uitvinders, maar waar de notaris zijn idealen heeft verraden, is De Streier compromisloos, en in armoede, blijven leven. Het verhaal wordt beschouwd als het officiële schrijversdebuut van Hermans. Biograaf Willem Otterspeer noemt het 'zijn eerste echte publicatie'.
Na de oorspronkelijke dagbladpublicatie uit 1940 werd het verhaal pas in 2020 voor het eerst volledig herdrukt. Vrijwel alle literatuurcritici stellen achteraf vast dat het verhaal al veel thema's en motieven bevat die kenmerkend voor het oeuvre van Hermans zijn. Met name wordt gewezen op de overeenkomst met de eind 1941 geschreven novelle 'Atonale' uit de verhalenbundel Moedwil en misverstand uit 1948.

## Samenvatting
Nadat de ik-figuur, een 'gevestigd en deftig notaris', tegen zijn veertigste jaar een oude jeugdvriend van de HBS opnieuw heeft ontmoet, stelt hij zijn herinneringen aan zijn vriendschap met deze Gustaaf de Streier, op schrift.
Op de HBS ontwikkelde zich de vriendschap tussen de ik-verteller en Gustaaf de Streier, een eenzelvige uitvinder die zijn bewondering opwekt. De ik-verteller heeft ook wetenschappelijke ambities, maar zijn ouders werken zijn experimenten tegen met verboden. Omdat zij hun zoon niet graag met Gustaaf zien omgaan, neemt de ik-verteller hem meestal mee naar zijn eigen zolderkamer, waar hij zijn 'laboratoriumingrediënten' opgesteld heeft: een batterij, een fles zoutzuur en wat koperdraden.
In de vierde klas begon de ik-verteller gedichten te schrijven, waarmee zijn literaire ambities de eerdere gaan verdringen. 'Het geloof in mijn bestemming was gebroken, maar in gedachten, op papier, was alles mogelijk.' In de herfst maakt hij melancholieke wandelingen door het Vondelpark. De vriendschap met de aanvankelijk bewonderde Gustaaf breekt hij af, omdat die hem te fanatiek wordt. Gustaaf wil de wereld overheersen met zijn techniek en die 'giganteske houding' komt de ik-figuur bespottelijk voor.
Bij de hereniging is Gustaaf, nog geen veertig jour oud, verminkt door de explosies die zijn experimenten hebben veroorzaakt (de hem aangeboden sigaar rookt hij via zijn wang) en kijkt hij 'wantrouwend en gebroken' uit zijn ogen. Jaren heeft hij in Jekaterinenburg te Rusland doorgebracht, waar hij in een goudwasserij werkte. In zijn vrije tijd werkte hij aan een methode om zoveel goud te genereren dat het metaal waardeloos zou worden en de ongelijkheid der mensen te verlicht. Omdat hij zijn werk verwaarloosde voor experimenten met gouderts, degradeerde hij van opzichter tot gewoon werkman.
Met steun van rijke 'magnaten en industrieelen' zette hij een machine in elkaar die niet functioneerde. Drie maanden later moest hij voor zijn schuldeisers vluchten en belandde weer in Nederland. '"En toch was de machine goed, toch, toch..." mompelde hij.' Daar begint hij een winkel in tweedehands flessen, die hij weer gebruikt voor experimenten. De verteller realiseert zich dat De Streier zijn roeping trouw is gebleven, terwijl hijzelf zijn jeugdidealen heeft verraden.
Op een dag gaan ze naar de duinen waar metaalfabrieken staan en bekijken de sintelstort, waarna ze naar het pension gaan waar Gustaaf verblijft. 's Avonds kijken ze uit het raam, naar de fabrieken in de verte. De verteller blijft Gustaaf bezoeken, die wegkwijnt in het pension weg en vier jaar later sterft.

## Thema's
Volgens neerlandicus Jan Fontijn beeldt het verhaal twee tegengestelde levens uit. De ik-figuur is van welgestelde afkomst, getrouwd en heeft zijn idealen opgegeven. Hij is notaris, 'een soort schrijver dus die de failliete inboedel registreert en testamenten opmaakt.' Kenmerkend voor hem is dat hij zich niet kan onttrekken aan de druk van zijn omgeving. De Streier daarentegen is arm, blijft trouw aan zijn jeugdideaal, leeft geïsoleerd en spreekt spottend over vrouwen. Hij wenst ongebonden te leven en de natuur te beheersen.
De ik-figuur staat volgens Fontijn ambivalent tegenover De Streier en zijn eigen leven. In dit opzicht vindt Fontijn de volgende uitspraak treffend: 'Ik geloof dat ik in hem, iets van mijzelf dat ik verwaarloosde en verworpen had, opnieuw koesterde.'

### Freud
Fontijn wijst erop dat De Streier, die sigaren rookt door een gat in zijn wang, doet denken aan 'het treurige lot van de door Hermans bewonderde Freud, die in die jaren aan wangkanker leed en het sigaren roken niet kon laten.' Toen Hermans vijftien was, in 1936, begon hij Sigmund Freud te lezen.

## Plaats in het oeuvre
In dit vroege verhaal, aldus Fontijn in een beschouwing die het verhaal in de context van de vroege verhalenbundel Moedwil en misverstand uit 1948 plaatst, 'zijn enkele essentialia van Hermans' persoonlijke mythologie terug te vinden', in de eerste plaats het dualisme, dat als een tegenstelling passief-actief naar voren treedt. Hermans' personages doorbreken die ambivalentie door zich drastisch op een absoluut ideaal te richten. Vervolgens komen zij tot het inzicht dat deze wereld van moedwil berust op een misverstand. Dan bekijken zij hun omgeving opnieuw met andere ogen; een goed voorbeeld daarvan is de uiteindelijke terugkeer van Alfred Issendorf uit Nooit meer slapen in de kring van zijn familie.
Ten tweede keert het zoeken naar goud vaak bij Hermans terug, waarbij een ambivalente houding tegenover goud en geld kenmerkend is. De ik-figuur vergelijkt De Streier ironisch met een alchemist. Bij de praktische alchemie gaat het om het maken van goud, maar dit is onlosmakelijk verbonden aan de mystieke alchemie waarbij het gaat om 'een geestelijk proces van zelfontdekking.'
De Streier eindigt in een pension met de naam Zuster Jensen. De zuster staat in het oeuvre in verband met verzorging, ouderdom, de dood en een mislukte loopbaan. In twee verhalen uit Moedwil en misverstand treden zusters op, Zuster Ferro in het verhaal 'Dokter Klondyke' en Adelphe in 'Atonale'. Vooral in de novelle 'Atonale', geschreven in de laatste maanden van 1941, keert volgens Fontijn veel uit het verhaal terug: net als De Streier leeft Varenhijt, de hoofdpersoon van de novelle, voor een ideaal en tracht hij invloed van buitenaf te weren.

## Publicatiegeschiedenis
Rond Kerstmis 1938 had Hermans het verhaal 'Uitvinder' of 'De uitvinder', zoals de oorspronkelijke titel was, in het net getikt in het kantoor van zijn oom in Almelo, die notaris was. Hij won er de opstellenwedstrijd van het Barlaeus Gymnasium mee, waarvoor de prijs een Kunstgeschiedenis van Nederland was. Daarna stuurde hij het vergeefs naar literaire tijdschriften, die het allemaal weigerden. 'Eerst naar Groot Nederland, dat vond ik het beste tijdschrift', herinnerde Hermans zich.' Toen naar De Gids, die vond ik minder goed, en ten slotte naar het Handelsblad, dat vond ik eigenlijk al beneden mijn waardigheid.'
Drie maanden nadat hij het naar het Algemeen Handelsblad had gestuurd, publiceerde die krant het over twee pagina's in het 'Zaterdagavond-bijvoegsel', waarvoor de titel was gewijzigd; Hermans ontving zestien gulden als honorarium. Een facsimile van de tweede pagina nam hij in 1969 op in Fotobiografie. De eerste bladzijde bevatte twee illustraties. In dat fotoboek schreef Hermans over het verhaal:
Het heette 'Uitvinder', maar de krantemannen hadden deze titel zonder mijn medeweten of goedvinden veranderd
Dat was dus meteen al karakteristiek voor mijn toekomstige relaties met de dagbladpers.
Hoewel hij daarvoor al in de schoolkrant schreef, heeft Hermans 'deze publicatie altijd als zijn eigenlijke debuut beschouwd'.
Hermans werd vooraf niet op de hoogte gesteld dat zijn verhaal geplaatst zou worden en kwam er achter toen hij de krant voor zijn ouders uit de bus haalde. Later verklaarde hij in een interview: '"W.F. Hermans" stond eronder, oh dat was wat! Zo heb ik sindsdien nooit meer van een publicatie genoten.'

## Receptie
Het verhaal werd pas in 2020 herdrukt in deel 20 van Hermans' Volledige Werken, waarin alle niet eerder gebundelde stukken van Hermans uit de periode 1934 tot 1952 verzameld zijn. Eindelijk beschikbaar, trok het debuutverhaal de aandacht. Criticus Onno Blom schreef in De Volkskrant van 25 september 2020 dat belangrijke elementen uit het universum van de auteur hier al aanwezig zijn: 'een dwingende stijl, spookachtige details en een fascinatie voor de techniek.' Maar ook de afloop van het verhaal: 'De onafwendbare ondergang van de eenzame held van dit verhaal verbeeldt al de genadeloze levensvisie van Hermans'.
Critica Toef Jaeger schreef in NRC Handelsblad van 29 oktober 2020: 'Het waardevolst is misschien het korte verhaal "En toch... was de machine goed", dat in 1940 werd gepubliceerd. Het laat zich lezen als een vroege voorstudie van Atonale (opgenomen in Moedwil en misverstand) een van de mooiste verhalen uit de Nederlandse literatuur, dat hij twee jaar later zou afronden.'